# Çıtak, Çivril
Çıtak là một thị trấn thuộc huyện Çivril, tỉnh Denizli, Thổ Nhĩ Kỳ. Dân số thời điểm năm 2010 là 3.487 người.